# Outriaz

Outriaz este o comună în departamentul Ain din estul Franței.